# Ichoronyssus
Ichoronyssus  (лат.) — род клещей (Dermanyssoidea) семейства Laelapidae из отряда Mesostigmata. Встречаются в Европе, Азии, Африке и Северной и Южной Америке. Эктопаразиты млекопитающих.

## Описание
Мелкие клещи, длина тела менее 1 мм. Имеют только один спинной щиток (у самок с плечевыми выступами, сдавлен посредине). Ноги толстые и короткие. Паразитируют на мелких млекопитающих (на летучих мышах, иногда на грызунах).

## Систематика
Около 5 видов. В Австралии 1 вид. Для фауны СССР указывался 1 вид
- Ichoronyssus jacksoni Radford, 1940
- Ichoronyssus miniopterus (Womersley, 1957)
- Ichoronyssus scutatus (Kolenati, 1857)
- Ichoronyssus ventralis Wen Tin-Whan, 1975